# Bothriomyrmex gibbus
Bothriomyrmex gibbus är en myrart som beskrevs av Štěpán Soudek 1925. Bothriomyrmex gibbus ingår i släktet Bothriomyrmex och familjen myror. Inga underarter finns listade.